# Camporeggiano
Camporeggiano è una frazione del comune di Gubbio (PG).
Il paese si trova lungo la strada statale SS 219 Pian d'Assino che da Umbertide porta a Gubbio (circa 18 km a est), percorrendo la valle solcata dal torrente Assino. Si trova a 316 m s.l.m.. Sulla piccola altura chiamata Monte Cavallo si intravedono i ruderi dell'omonimo castello raso al suolo nel 1350 per ritorsione dal tiranno di Gubbio Giovanni di Cantuccio Gabrielli. Secondo l'Istat, nel 2001, gli abitanti erano 51.

## Storia
Il toponimo sembra nascere dal termine regghia, che indica un'insenatura o un crepaccio; una seconda ipotesi, meno probabile, lo fa discendere dal latino Campus Regis, con riferimento ai possedimenti dei signori locali, i Gabrielli.

I ruderi del Castello di Monte Cavallo ancora visibili nella primavera del 1969

Le prime costruzioni risalgono al VI secolo, e consistono di alcune torri difensive (monte Cavallo, Sant'Angelo, Castello di Aria, Goregge, Castiglione) poste lungo il corridoio Bizantino, una via che portava da Roma a Ravenna al tempo dei longobardi.
Attorno a quella di monte Cavallo sorse la pieve di Agnano, un castello fortificato che era feudo dei Gabrielli già agli inizi del X secolo.
Nel 1057 giunse in visita al castello san Pier Damiani, che a Fonte Avellana aveva come discepolo il piccolo Rodolfo Gabrielli: egli ottenne in dono da Rozia Gabrielli, madre di Rodolfo, il maniero e le terre circostanti, con la promessa di costruire un monastero dedicato all'apostolo san Bartolomeo.
Già nel 1058 un gruppo di monaci (anche abili muratori) si trasferì nel nascente nuovo monastero, con un seguito di maestranze. Essi si prodigarono per migliorare il borgo: costruirono un ponte sull'Assino, ingrandirono un molino ed una fornace, fondarono una vetreria, aprirono un ospedale per i pellegrini.
Giovanni Gabrielli, fratello di Rodolfo e antico proprietario dei luoghi, fattosi monaco a Fonte Avellana, vi tornò come abate: i suoi possedimenti si estesero alle vicine Montone, Umbertide e Città di Castello.
Su richiesta di Rodolfo Gabrielli, nel frattempo nominato vescovo di Gubbio, il papa Alessandro II sottrasse nel 1063 l'abbazia alla giurisdizione episcopale eugubina, e la pose sotto la diretta protezione della Santa Sede.
Fino all'inizio del XVIII secolo vi stanziarono gli olivetani, dopo che l'originale gruppo di monaci, dipendenti da Fonte Avellana, venne sciolto nel 1417, mentre poi passò al monastero benedettino di San Pietro di Gubbio.
Nel 1860 l'abbazia e le sue terre vennero demaniate e vendute a proprietari privati.
Recenti lavori di restauro hanno riportato alla luce la cripta, nella quale sono stati ritrovati anche resti di corpi umani.
Gian Franco Venè per il volume Mille lire al mese. Vita quotidiana degli italiani durante il fascismo, mette il libro di memorie del camporeggianese Aurelio Presciutti La febbre spagnola, Il Candelaio edizioni, Firenze 1988, tra i libri più utilizzati per far rivivere «la vita realmente vissuta dalla maggioranza del popolo italiano durante la dittatura fascista». La fine della mezzadria colpisce particolarmente il piccolo borgo per quanto riguarda il numero di abitanti: nel 1951 i residenti erano 917 contro i 51 del 2001.

## Economia e manifestazioni
Camporeggiano faceva parte della tratta ferroviaria "Ferrovia Appennino Centrale" a scartamento ridotto in funzione dal 1866 fino al 1944, che collegava Arezzo a Fossato di Vico. La Stazione di Campo Reggiano si trovava al chilometro 95 da Arezzo.

## Sport
Le strade sterrate che circondano i monti di Camporeggiano sono state più volte utilizzate per ospitare eventi automobilistici sportivi, come ad esempio alcune tappe del Rally di Sanremo (campionato mondiale rally) e del campionato italiano rally.

## Monumenti e luoghi d'interesse
- Torre di Monte Cavallo (VI secolo)
- Abbazia di S. Bartolomeo (XI secolo), a tre navate con presbiterio sopraelevato e cripta dotata di colonne romane
- Ruderi del castello dei Gabrielli (X secolo)